# Ereb
Ereb (stgr. Ἔρεβος Érebos, łac. Erebus ‘mrok’) – w mitologii greckiej bóg i uosobienie ciemności podziemnej; najciemniejszej części podziemnego świata zmarłych – Hadesu.
Należał do bóstw pierwotnych (Protogenoi). Niekiedy był utożsamiany z Tartarem. Uchodził za syna Chaosu lub Chronosa i Ananke. Z Nyks, która była jego siostrą, spłodził synów: Tanatosa (bóg śmierci), Momosa (bóg żartów) i Charona, i jedną córkę Hemerę.